# Bank of the West Classic 2015
Il Bank of the West Classic 2015 è stato un torneo di tennis giocato sul cemento. È stata la 45ª edizione del Bank of the West Classic, che fa parte della categoria Premier nell'ambito del WTA Tour 2015. Si è giocato al Taube Tennis Center di Stanford in California dal 3 al 9 agosto 2015.

## Partecipanti

### Teste di serie
| Nazionalità | Giocatrice           | Ranking* | Testa di serie |
| ----------- | -------------------- | -------- | -------------- |
| Danimarca   | Caroline Wozniacki   | 5        | 1              |
| Polonia     | Agnieszka Radwańska  | 7        | 2              |
| Spagna      | Carla Suárez Navarro | 10       | 3              |
| Rep. Ceca   | Karolína Plíšková    | 12       | 4              |
| Germania    | Angelique Kerber     | 13       | 5              |
| Germania    | Andrea Petković      | 16       | 6              |
| Stati Uniti | Madison Keys         | 18       | 7              |
| Ucraina     | Elina Svitolina      | 20       | 8              |

- Ranking al 27 luglio 2015.

### Altre partecipanti
Giocatrici che hanno ricevuto una wild card:
- Catherine Bellis
- Agnieszka Radwańska
- Caroline Wozniacki
- Carol Zhao

Giocatrici passate dalle qualificazioni:

- Kateryna Bondarenko
- Kimiko Date-Krumm
- Misaki Doi
- Nicole Gibbs

## Campionesse

### Singolare
Angelique Kerber ha sconfitto in finale  Karolína Plíšková per 6–3, 5–7, 6–4.
- È il settimo titolo in carriera per la Kerber, quarto della stagione.

### Doppio
Xu Yifan /  Zheng Saisai hanno sconfitto in finale  Anabel Medina Garrigues /  Arantxa Parra Santonja con il punteggio di 6–1, 6–3.